# 簗田政助
簗田 政助（やなだ まさすけ）は、室町時代後期から戦国時代にかけての武将。足利氏（古河公方）の家臣。

## 生涯
簗田持助の四男として誕生。2代古河公方・足利政氏から偏諱を受け、政助を名乗る。
政氏の側近として仕えたが、永正7年（1510年）、政氏の嫡男・高基が古河公方の地位を巡って父親と争った永正の乱の際に、嫡男・高助が高基に与したことを知り、これを廃嫡・義絶する。しかし、これを知った兄・成助の怒りを買い、高助を自分の養子として簗田氏の当主を継がせることとしたために、逆に政助が当主の座を追われることになった。
親子・兄弟の確執は数年にわたって続いたものの、永正15年（1518年）に足利政氏が高基に家督を譲って引退すると、政助も関宿城を高助に譲って、政氏の隠居先である武蔵国久喜に随ったという。その後については、某年3月6日没としか判明しないが、大永年間に高基が政助のために所領を与えたとする記録があるため、そのころまでは健在であったと考えられる。